# Viper – Ein Ex-Cop räumt auf
Viper – Ein Ex-Cop räumt auf ist ein US-amerikanischer Actionfilm aus dem Jahre 1994, mit Lorenzo Lamas in der Hauptrolle des Travis Blackstone.

## Handlung
Der ehemalige Polizist Travis Blackstone versucht, seinen Bruder Franklin vor dem Gefängnis zu schützen. Er vernichtet dubiose Beweismittel der Polizei im Kampf gegen ein Drogenkartell, aber man kann es ihm nachweisen. Dafür wandert Travis selbst ins Gefängnis. Nach fünf Jahren Haft kehrt er zurück in seine Heimatstadt, um ein bescheidenes gesetzestreues Leben zu führen.
Doch dann taucht Franklin erneut auf. Er bittet Travis, sich gegen eine Horde skrupelloser Killer zu stellen, die ihn und seine Familie bedrohen, da er fünf Millionen US-Dollar der Mafia nicht zurückzahlen konnte, weil ein anderer ihm das Geld gestohlen hatte. Travis macht sich sofort auf den Weg, seinen Bruder zu schützen und die Millionen wiederzugewinnen. Ohne große Schwierigkeiten zerschlägt er im Alleingang ein ganzes Gangstersyndikat.

## Synchronisation
| Besetzung       | Sprecher            | Rolle               |
| --------------- | ------------------- | ------------------- |
| Hank Cheyne     | Charles Rettinghaus | Franklin Blackstone |
| John P. Ryan    | Joachim Nottke      | John Blackstone     |
| Lorenzo Lamas   | Manfred Lehmann     | Travis Blackstone   |
| Joe Son         | Tobias Meister      | Chang               |
| Frankie Thorn   | Bettina Weiß        | Rhonda              |
| Vinnie Curto    | Tom Deininger       | Will Sharp          |
| Kimberley Kates | Traudel Haas        | Lindee              |
| Roger La Page   | Tilo Schmitz        | Barkeeper           |
| Cole McKay      | Jörg Hengstler      | Baggy               |
| Tony Peck       | Michael Telloke     | Kovacs              |
| Stan Yale       | Gerd Duwner         | Priester            |
| Kent Bryant     | Udo Schenk          | Sacs                |

## Kritiken
„Rüder Karate- und Kugelhagel-Film mit überholten Figuren-Klischees, der sich durch besondere Brutalitäten hervorzutun versucht.“

## Hintergrund
- Komponist Joel Goldsmith ist ein Sohn des oscarprämierten Filmkomponisten Jerry Goldsmith.
- Der Regisseur der Zweitbesetzung war Gordon Hessler.
- Viper – Ein Ex-Cop räumt auf war von Anfang an als Actionfilm durch seine Gewaltorgie im Indizierungsbereich. Nachdem er 1994 auf Video veröffentlicht worden war, kam er in einer Unrated Fassung raus. In Deutschland wurde die Unrated Fassung jedoch auf eine FSK: 18 Fassung um sechs Minuten heruntergekürzt.